# Morinda hupehensis
Morinda hupehensis är en måreväxtart som beskrevs av Shiu Ying Hu. Morinda hupehensis ingår i släktet Morinda och familjen måreväxter. Inga underarter finns listade i Catalogue of Life.